# Atarba werneri
Atarba werneri là một loài ruồi trong họ Limoniidae. Chúng phân bố ở miền Tân bắc.